# Karl Külb

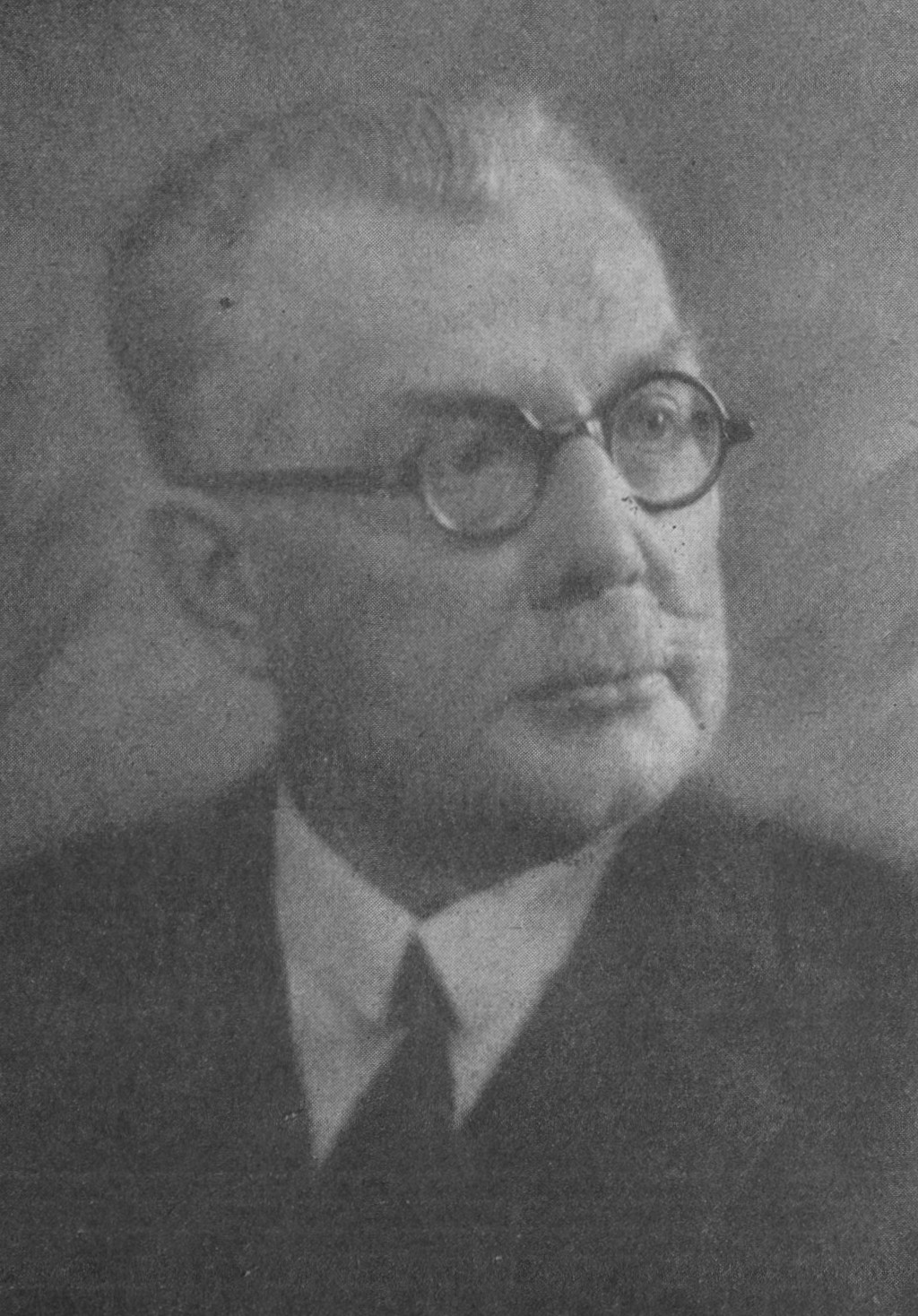
Karl Külb, um 1928

Karl Külb (* 17. September 1870 in Weisenau; † 13. Oktober  1943 in Mainz) war ein praktischer Arzt und Politiker (NLP, DDP). 

## Leben
Külb wurde im später – während seiner Amtszeit – eingemeindeten Vorort Weisenau am südlichen Ende der Stadt Mainz geboren. Er war Sohn des Kaufmanns und Direktors der Dampfmühle Weisenau, Georg Külb und stammte aus einer alten Mainzer Familie. Sein Großvater war Direktor der Stadtbücherei. Im Jahr 1888 legte er sein Abitur am Mainzer Gymnasium ab und studierte in München Medizin, wo er 1888 Mitglied der Burschenschaft Rhenania wurde, Erlangen und Heidelberg. Nach seiner Promotion zum Dr. med. im Jahr 1893 war er zwei Jahre als Assistenzarzt tätig. Ab 1895 war er als praktischer Arzt mit eigener Praxis in Mainz niedergelassen. In Mainz wurde Mitglied der Freimaurerloge „Die Freunde zur Eintracht“.
Er schlug nebenbei eine politische Laufbahn bei der Nationalliberalen Partei ein und wurde 1907 in die Stadtverordnetenversammlung und im Juli 1912 für zwölf Jahre zum besoldeten Beigeordneten gewählt. Er war unter anderem für die Bereiche Gesundheits-, Schul-, Armen-, Jugend- und Sozialwesen, ab 1914 außerdem für das Amt für Kriegswirtschaft zuständig, das auch die Verteilung von Lebensmitteln organisierte. Großherzog Ernst Ludwig verlieh ihm am 25. November 1916 den Titel Bürgermeister. Als Bürgermeister war er auch für das Gesundheitswesen und somit für die Krankenhausbaukommission zuständig, wofür er mit seiner Ausbildung als geeignet galt.
1924 rückte er für Jakob Roos in den Landtag des Volksstaates Hessen nach und nahm das Mandat für die Deutsche Demokratische Partei bis 1927 wahr.

## Der Oberbürgermeister

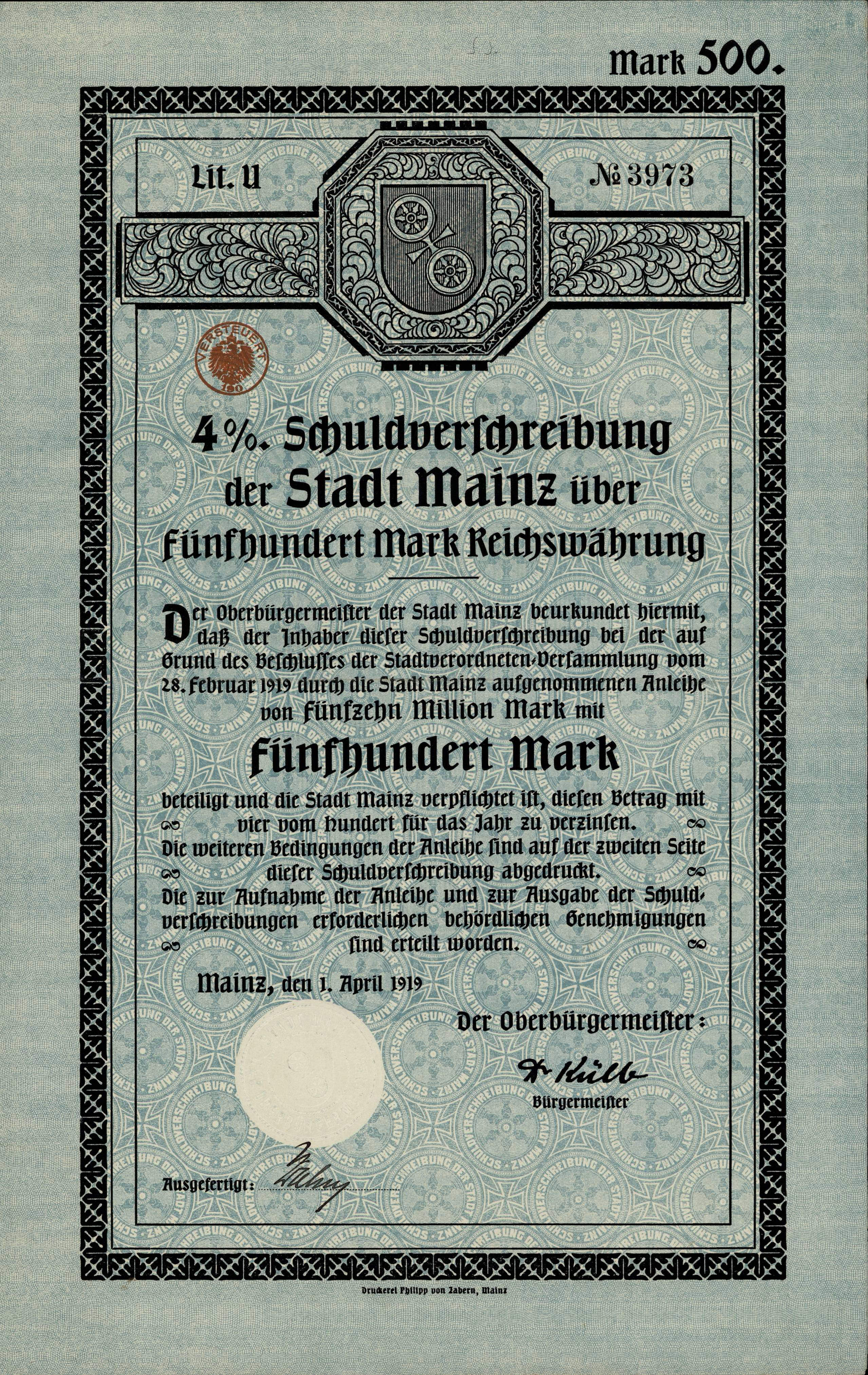
Schuldverschreibung über 500 Mark der Stadt Mainz vom 1. April 1919 mit Unterschrift von Karl Külb

Als Oberbürgermeister Karl Göttelmann am 11. Februar 1919 abgesetzt und über die Rheingrenze ausgewiesen wurde, wählte die Stadtverordnetenversammlung am 23. Juni 1919 Külb zu seinem Nachfolger. Külb war es, der die Stadt Mainz während der schwierigen Phase der französischen Besetzung lenkte. Es galt, die Beeinträchtigungen des Mainzer Wirtschaftslebens durch die Zollgrenzen, der Separatistenunruhen und des passiven Widerstands, der Inflation und schließlich der 1929 einsetzenden Weltwirtschaftskrise möglichst klein zu halten.
Auch er machte sich bei den Franzosen unbeliebt und wurde 1923, wie viele andere Mainzer Funktionsträger und etwa 5.000 weiteren Mainzer, wegen anti-französischer Meinungsmache für eineinhalb Jahre in das unbesetzte Gebiet ausgewiesen. Nach weiteren Jahren als Oberbürgermeister kam der Abzug der Franzosen Ende Juni 1930.

## Wachstum für Mainz
Külb war Leiter des Geländedezernates und sicherte wertvolles Umland für die Stadt. Das Gebiet der früheren Stadtumwallung, der Mainzer Grüngürtel, wurde in Bauland samt Grünflächen umgewandelt. Grünanlagen, Spiel- und Sportplätze sowie Kleingartenkolonien wurden errichtet. Er leitete die Eingemeindung von weiteren Orten im Jahr 1930 in die Wege; Bretzenheim, Weisenau, Ginsheim, Gustavsburg und Bischofsheim. Die Bevölkerung von Mainz wuchs somit auf 134.000 an.

## Großereignisse während seiner Amtszeit
- 1920, Schaffung des Jugendamts, Übernahme des Peter-Cornelius-Konservatorium der Stadt Mainz
- 1923, Schaffung des Gesundheitsamts
- 1923, Neubau des Telegrafenamts, Stilllegung der letzten Dampfbahnlinie
- 1924 bis 1926 Errichtung der Neutorschule[1]
- 1925, Gutenbergfeier
- 1925, Jahrtausendfeier der Rheinlande
- 1927 Eröffnung der Straßenbahnverbindung nach Kostheim/Siedlung, größte Ausdehnung des Mainzer Straßenbahnnetzes mit 38,4 km. Ab 17. Juni erstmals Omnibusse mit einer Linie vom Münsterplatz zum Städtischen Krankenhaus[2]
- 1928, Einweihung des renovierten Mainzer Domes und der Siedlung am Fichteplatz, dem größten Wohnungsbauprojekt nach dem Ersten Weltkrieg mit 1000 Wohneinheiten
- 1929, Eröffnung der Großmarkthalle
- 1930, Rheinlandbefreiung, Abzug der französischen Besatzung

## Feier der Rheinlandbefreiung

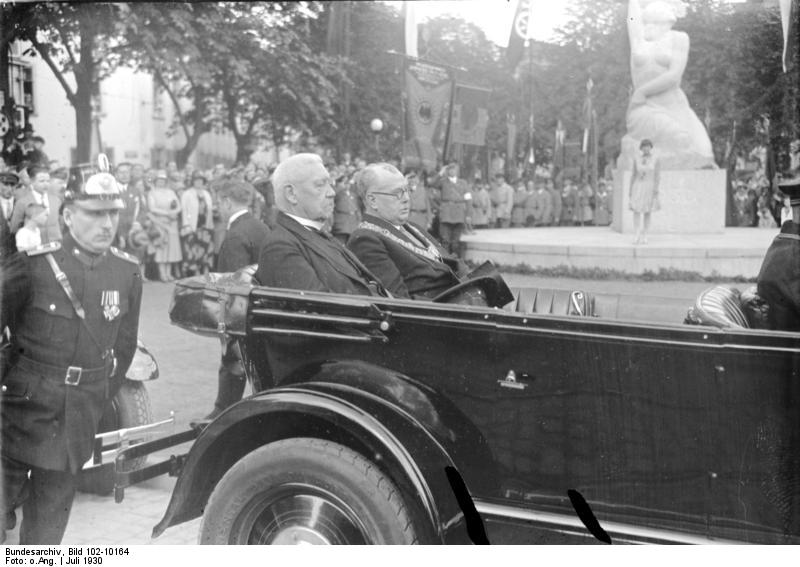
Karl Külb im Auto links hinten mit Amtskette, mit Reichspräsident Hindenburg vor dem Befreiungsdenkmal von Benno Elkan.

Reichspräsident Paul von Hindenburg kam zur großen Feier der Rheinlandbefreiung im Juli 1930 nach Mainz und nahm an der Einweihungsfeier des Befreiungsdenkmals teil. Außerdem konnte Karl Külb noch Bernhard Adelung, den Staatspräsidenten von Hessen, und Joseph Wirth, Reichsminister für die besetzten Gebiete, begrüßen. Unter den Gästen waren ebenfalls Heinrich Brüning und Hermann Müller, beides ehemalige Reichskanzler.
Am 7. Januar 1931 trat er aus gesundheitlichen Gründen zurück. Im März 1931 wurde er zum Ehrenbürger von Mainz ernannt. Er starb am 13. Oktober 1943 in Mainz. Sein Grab befindet sich auf dem Hauptfriedhof Mainz.